# Pascal Descamps
Pascal Descamps, né en 1973, est un compositeur et pianiste français, auteur d’ouvrages lyriques et classiques autant que de musique actuelle.

## Biographie
Né en 1973, Pascal Descamps est un compositeur français. Pianiste de formation, il décroche d’abord un premier prix d’excellence au concours national Madeleine de Valmalète, puis aborde le répertoire lyrique en tant que pianiste accompagnateur du Chœur de l'Armée française et en tant qu’artiste lyrique. 
Après la parution de deux albums (Orlando Road, 2003 et Tout est si calme…, 2005), et sept ans de participation au Chœur de l'Opéra de Saint-Etienne, il entame un cycle de musique sacrée avec la création d’une messe intitulée Rivages, puis d’un Pater Noster, d’un Ave Maria, d’un Ave Verum Corpus… En 2014, le succès que rencontre la création de son Requiem, avec la voix de Dominique Magloire notamment,, en la cathédrale Saint-Louis de l'Hôtel des Invalides, précède l’édition de cette œuvre aux Éditions Durand-Salabert-Eschig (Universal music). Auteur de nombreuses autres œuvres sacrées ou profanes (Les Poèmes étoilés, 2016, sont écrits pour être créés en l'Église Saint-Pierre de Firminy du domaine architectural Le Corbusier classé au patrimoine mondial de l’UNESCO , ), Pascal Descamps est aussi auteur d'une comédie musicale (Marvin, 2018,,), de musique lyrique (Odyssée, grande fresque symphonique) ou instrumentale. 
Il accompagne au piano depuis fin 2019 tous les castings solistes de la nouvelle version de Starmania (mise en scène Thomas Jolly) prévue pour novembre 2022. Le 27 septembre 2020, il accompagne Catherine Ringer dans la nouvelle émission de Laurent Ruquier "On est en direct" sur France 2, pour un hommage à Juliette Gréco.

## Esthétique
Pascal Descamps fait adopter nombre de formes différentes à sa musique (formes d'oratorios, pièces pour chœurs et percussions, comédies musicales...), mais celle-ci se construit aussi dans un retour à l’écriture tonale, poussant l’harmonie et la puissance de la mélodie à leur degré le plus haut de sens, de poésie et de rhétorique. Convaincu qu’une seule musique existe : celle de l’émotion, de l’ordre du perceptible et du sensoriel ; le compositeur mêle habilement les influences diverses que son parcours a imprimé en lui, notamment le lyrisme vertigineux tant il y exalte les voix – il sait s’entourer de solistes touchants de véracité dans les œuvres de sa main, à l’exemple de la soprano Dominique Magloire à qui il dédie son Pater Noster.

Pascal Descamps analyse ainsi son Requiem : 

« L’Introït exprime, au travers d’une rythmique lancinante de marche funèbre, l’adieu au corps et au monde matériel. Dies irae, Tuba mirum et Confutatis forment un triptyque où résonne encore la peur, qu’elle soit de l’abandon ou du jugement. Le Lacrimosa, à nouveau irrigué par une marche funèbre plus lointaine, confie au ténor solo un thème lumineux qui conduit à la berceuse du Pie Jesu. La tendresse de ce duo basse / soprano, tels des parents bienveillants, se termine par un grand tutti rayonnant, comme le prémisse d’une paix enfin proche. Les doutes sont encore présents, exprimés par un Sanctus aux accents grégoriens mouvants, suivi d’un Benedictus empreint d’une atmosphère nostalgique, derniers souvenirs d’une vie révolue. Puis la soprano, accompagnée par la harpe, entonne la mélodie aérienne du in Paradisum… Rejointe par les autres solistes, les portes de l’ailleurs s’ouvrent enfin sur Jerusalem, et la lumière s’installe dans un tutti final sur le thème de l’Introït enfin apaisé. »

## Échantillon du catalogue des œuvres

### Œuvre orchestrale et lyrique
- Rivages : Messe en ut mineur pour solistes, chœur, orchestre et orgue, 2011 (Ed. Robert Martin)
- Pater noster : pour soprano, chœur et orchestre, 2012 (Ed. Robert Martin)
- Requiem : pour solistes, chœur, orchestre et orgue, 2013[12],[13], (Ed. Salabert)
- Ave Verum corpus : pour mezzo-soprano, chœur et orchestre, 2014
- A Valley of Plaster : pour choeur de femmes et piano, 2015 (Ed.Robert Martin)
- Ave Maria : pour choeur mixte et piano, 2015 (Ed. Robert Martin)
- The Silver Swan : pour soprano, chœur et orchestre, 2016
- Poèmes étoilés : pour chœurs, grosse caisse et cordes ad lib, 2016
- Les chants d'Argonne : Cycle de 3 mélodies pour chœurs à 3 voix égales et piano, 2018
- Sérénade pour cordes, 2018
- Je suis née au milieu du jour (sur un poème de Cécile Sauvage) : Mélodie pour Soprano, piano, violoncelle et choeur de chambre, 2019
- CD "Poèmes étoilés" (Ensemble SyLF, Aude Extrémo, Amélie Grillon, Ensemble vocal Rivages) - Distribution : Chanteloup Musique[14]

### Musique actuelle

#### Albums de chansons
- Orlando Road (onze titres) 2003
- Tout est si calme... (onze titres) 2005

#### Comédie musicale
- Marvin : pour 8 solistes, rôles secondaires, chœur, claviers, guitare, guitare basse et percussions, 2018